# Brniště
Obec Brniště (německy Brims, popř. Brins) se nachází v okrese Česká Lípa v Libereckém kraji. Žije zde přibližně 1 300 obyvatel. S původně samostatnými okolními vesnicemi Jáchymov a Hlemýždí tvoří souvislý sídelní celek, další administrativně přičleněné vesnice (Luhov, Nový Luhov, Sedliště a Velký Grunov) leží odděleně.

## Historie
První písemná zmínka o obci pochází z roku 1352, kdy zde hospodařil rod Blektů z Útěchovic se svolením a pod dozorem vrchnosti, pánů z Vartenberka. Od 17. století se začali majitelé panství střídat.

## Symboly obce
V roce 1998 schválilo obecní zastupitelstvo návrhy znaku a vlajky obce. Autorem návrhů byl heraldik Stanislav Kasík, zohledňoval vsi tvořící dnešní obec, místní přírodu i podobu rodových barev Blektů z Útěchovic, kteří kdysi vlastnili zdejší panství. Návrh projednal Podvýbor pro heraldiku a vexilologii PSP ČR a dne 14. prosince 1998 jej obci udělil předseda Poslanecké sněmovny.

## Obyvatelstvo

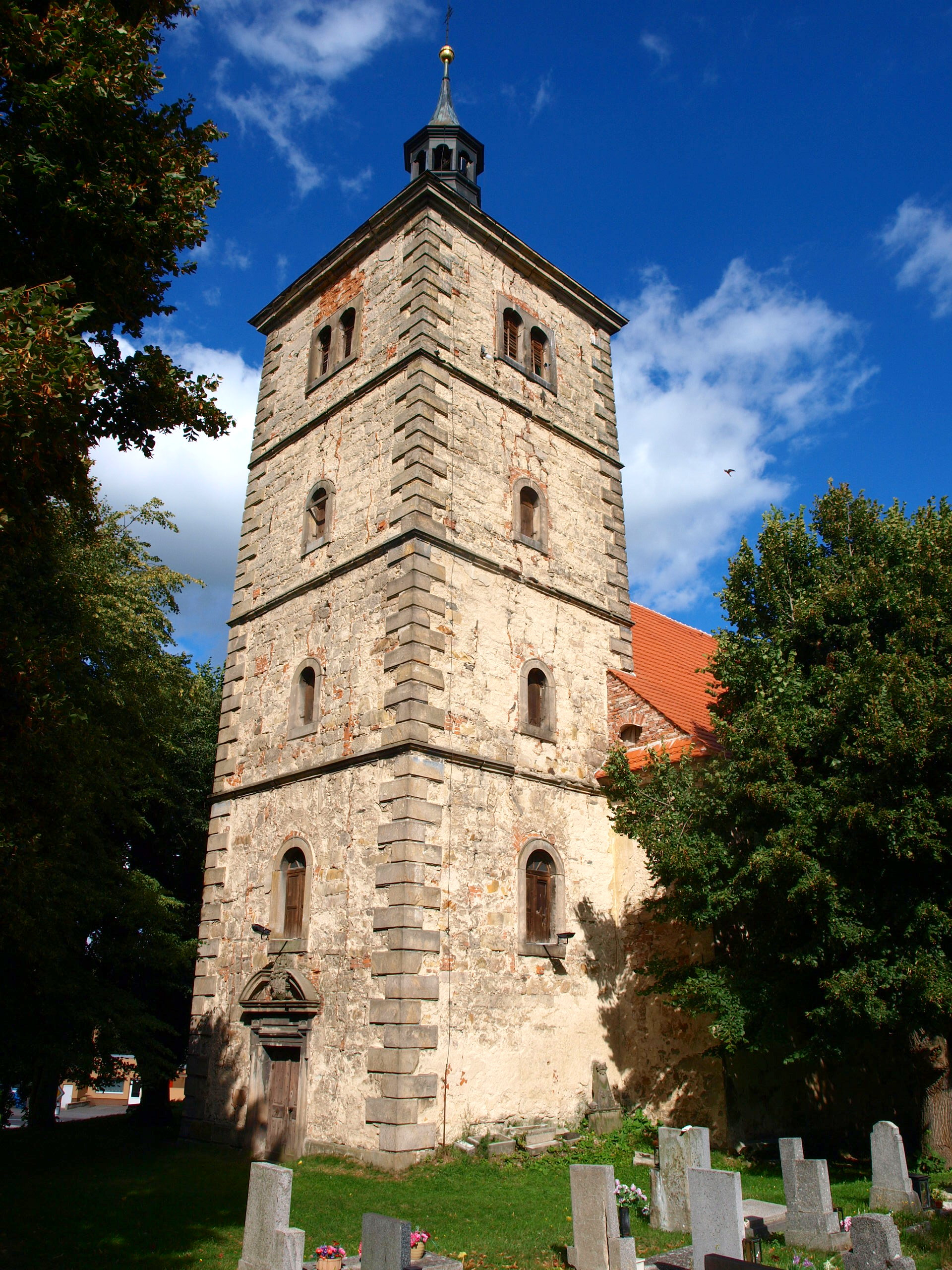
Kostel svatého Mikuláše se hřbitovem

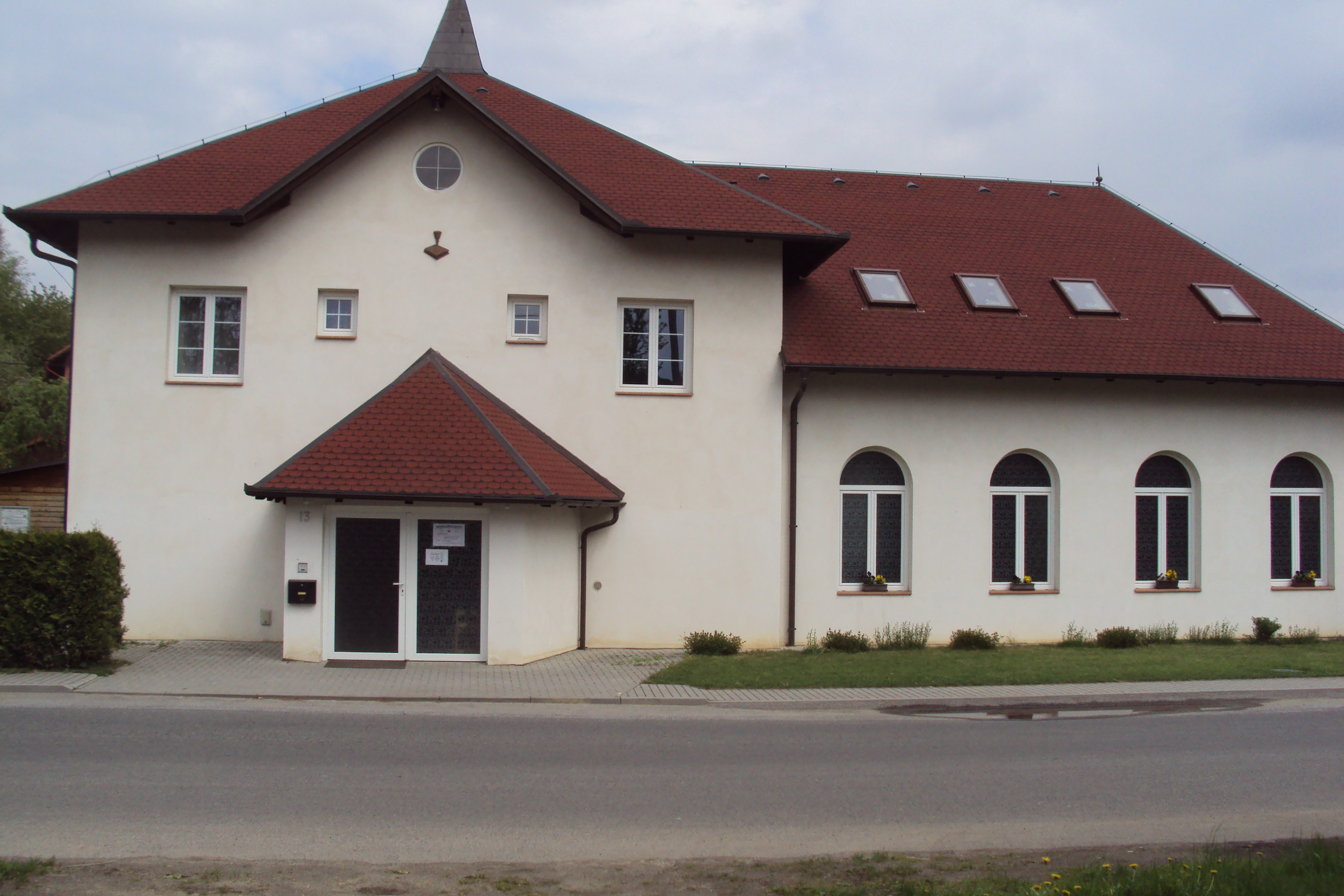
Modlitebna církve Baptistů

Podle sčítání lidu v roce 2001 mělo Brniště 1 342 obyvatel.[zdroj?]

### Církve
V roce 2001 uvedlo 78% obyvatel (1 046), že jsou bez vyznání.[zdroj?] Přesto zde aktivně působí dvě církve:
- Církev římskokatolická (barokní kostel svatého Mikuláše)
- Bratrská jednota baptistů (nová moderní modlitebna)

Po roce 1945 se do obce přistěhovala větší skupina baptistů. V roce 2007 si dostavěli novou modlitebnu v Brništi čp. 13 pod názvem Sborový dům Oáza.
Jak kostel, tak modlitebna se 24. května 2013 zúčastnila akce Noc kostelů.O rok později se v Oáze akci podařilo zopakovat.

## Důležité objekty

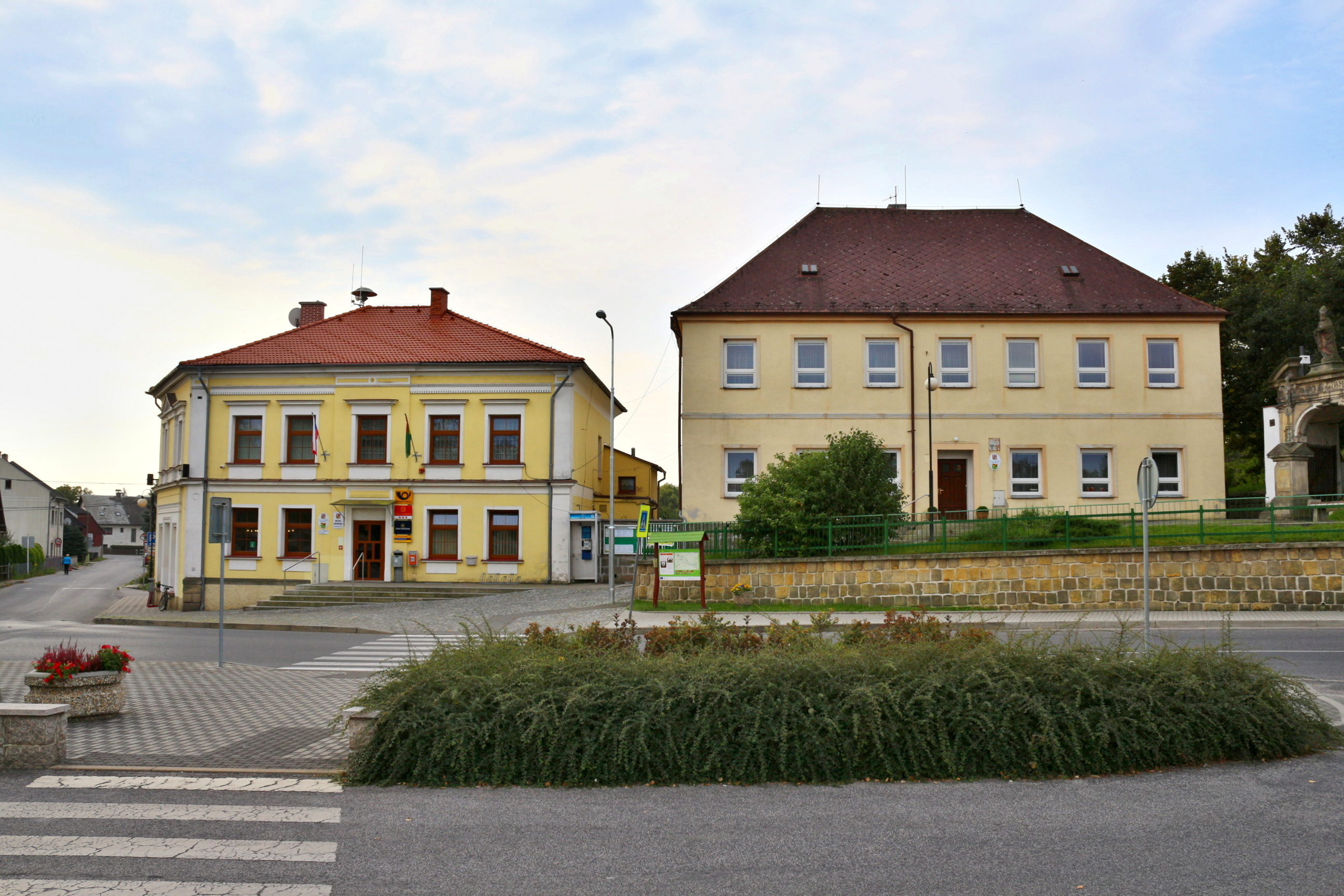
Střed obce. Vlevo: obecní úřad a pobočky bank, vpravo budova školy

Ve středu obce u obecního úřadu je areál barokního kostela svatého Mikuláše z roku 1700, postavený na místě gotického z 14. století Správu kostela zajišťuje, stejně jako pravidelné nedělní mše, Římskokatolický farní úřad v Mimoni. U kostela zčásti skrytého v okolních stromech je zdí rozdělený hřbitov s márnicí.
V sousedství kostela křižovatka silnic, budova obecního úřadu, základní škola i hlavní autobusová zastávka v obci.

## Doprava
Poblíž obce prochází železniční trať z Liberce do České Lípy a stranou obytných budov, na katastru místní části Hlemýždí je velká zastávka označená Brniště, od obce vzdálená asi 2 km. Denně v ní zastavuje 10 párů osobních vlaků, rychlíky zastávku projíždějí.
Přímo obcí a jejími částmi napříč projíždí několik autobusových linek, vedou zde silnice III. třídy a cyklotrasy 3045 a 3007.

## Ostatní zajímavosti

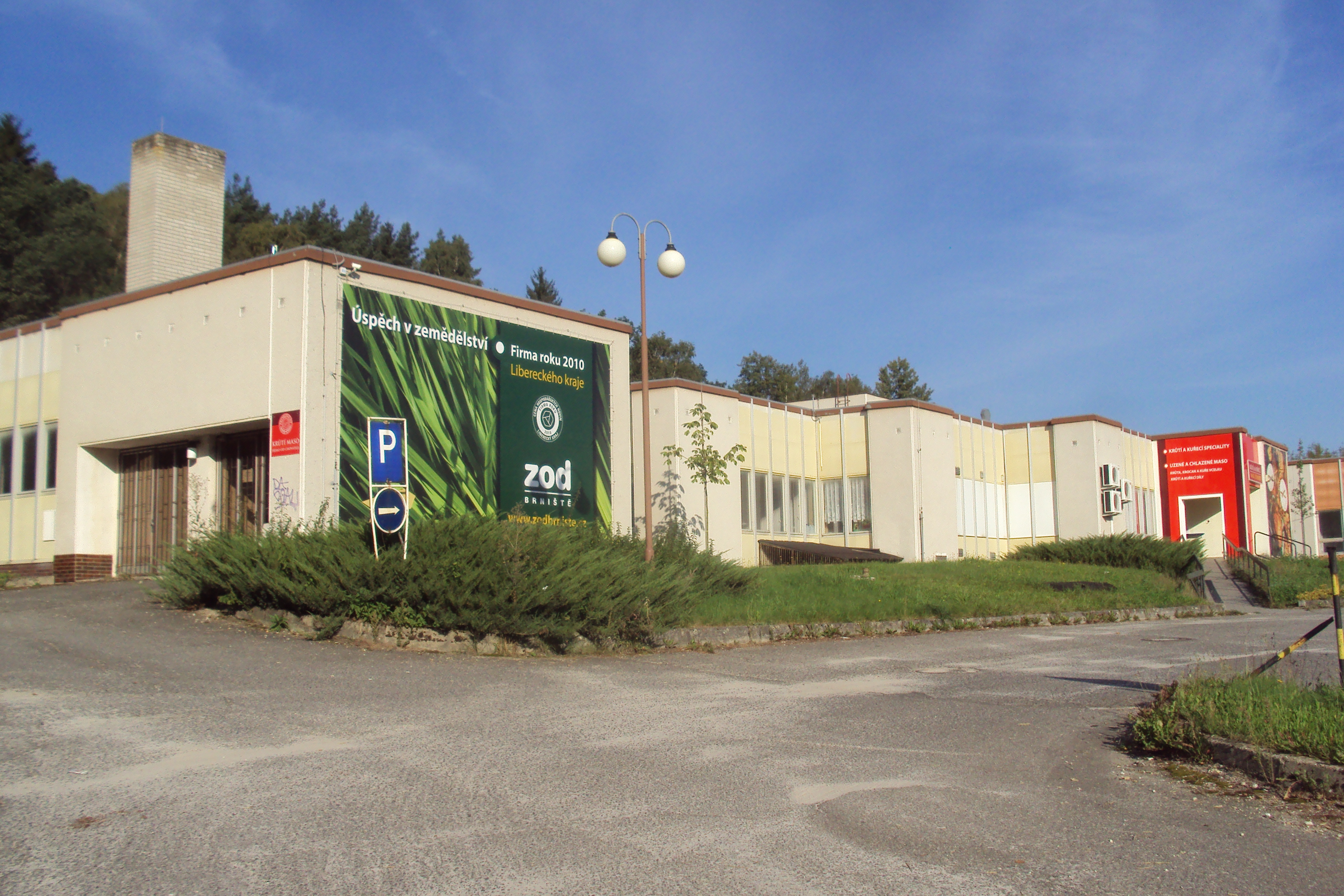
Provozovny ZOD Brniště

Obec je pořadatelem každoročního (v roce 2009 se konal 12. ročník) festivalu pod názvem Brnišťský rozcestník, pořádaného v areálu Lesního zátiší. Vystupují zde různé skupiny, zpěváci a zpěvačky pop-music.
Dále se zde pořádá každoroční "Brništská Pouť".
Na podzim 2011 obec s pomocí sponzorů vybudovala naučnou Stezku hastrmanů při zdejších rybnících.
Dne 2. srpna 2014 se v obci konal II. ročník Festivalu jurt a zároveň bylo otevřeno nové Ekocentrum, vybudované s pomocí Podralského nadačního fondu ZOD.

## Sochy ve skalách

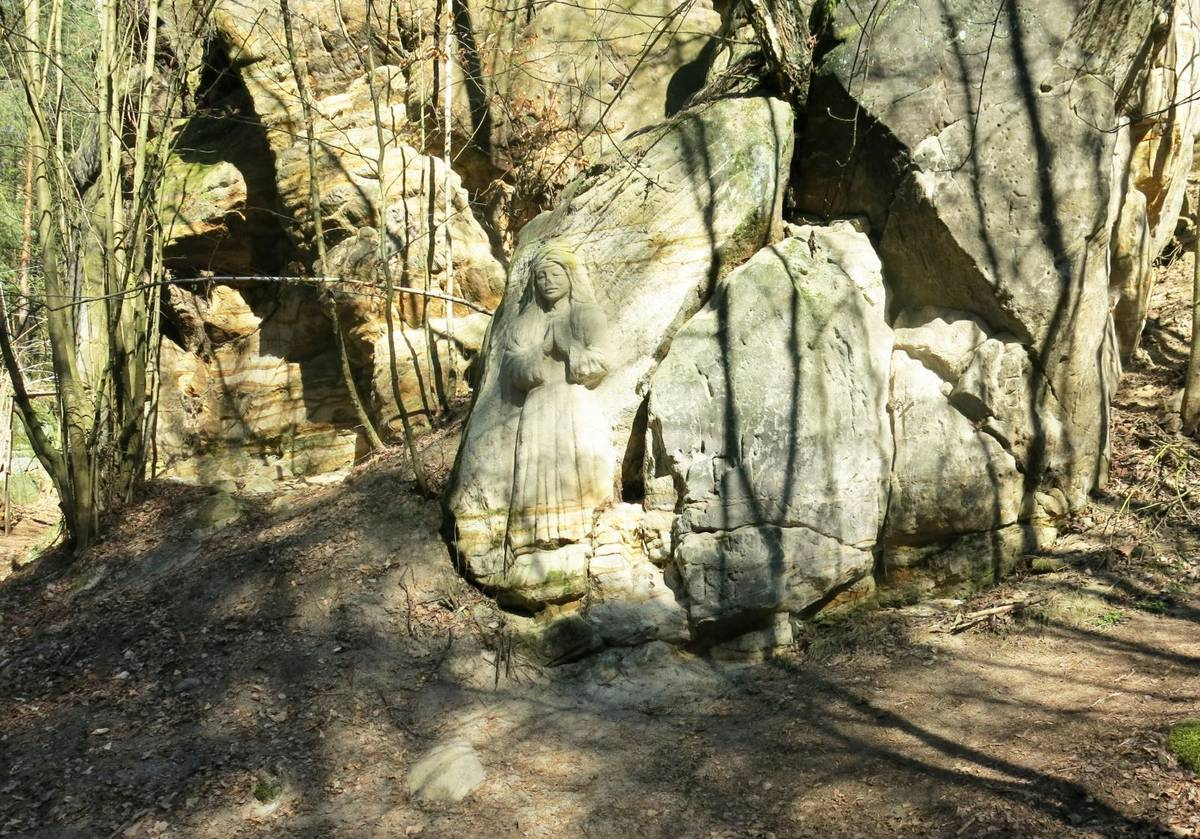
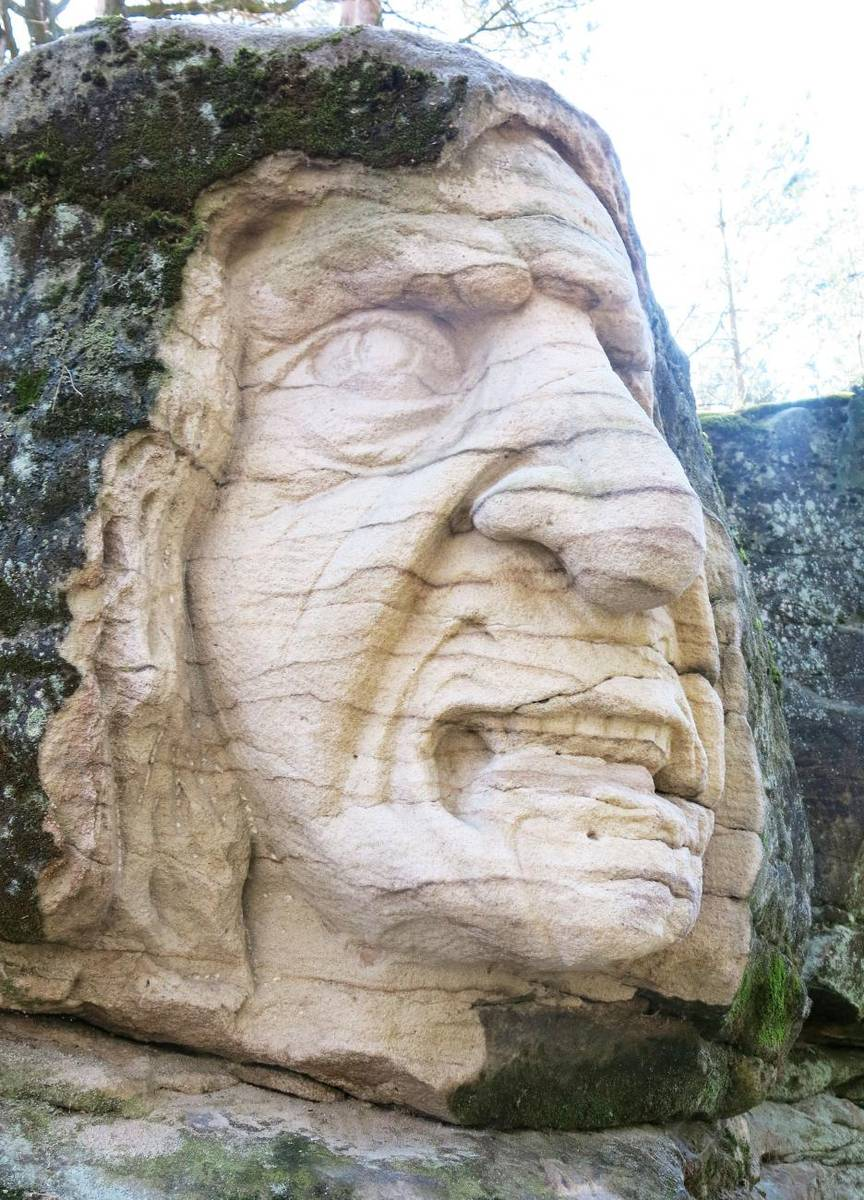
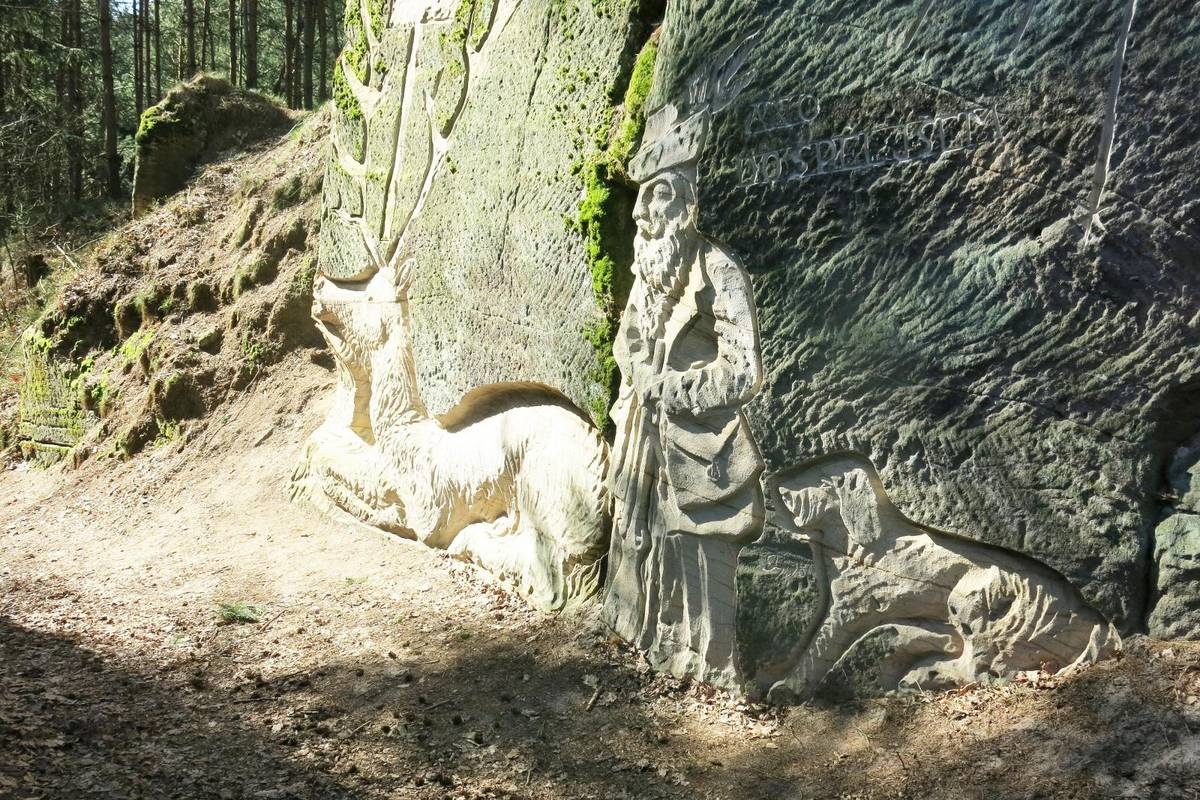

## Příroda
Východně od obce se vypíná těžbou ohrožený vrch Tlustec (592 m n. m.), na straně západní pak plně zalesněný Brnišťský vrch (491 m n. m.). Území patří do podcelku Cvikovské pahorkatiny (nadřízeným celkem je Zákupská pahorkatina). Mezi nimi napříč obcí od severu k jihu protéká Panenský potok (pravý přítok Ploučnice). Potok napájí Brništský rybník. V obci rostou dvě památné lípy, velkolistá  (300letá) a malolistá  (250letá)

## Sport
Fotbalový tým mužů hraje sestoupil v roce 2013 z českolipského okresního přeboru, od té doby hraje III. třídu okresu Česká Lípa.
Každoročně v obci startuje a končí dálkový pochod Lužická sedmička.

## Souřadnice
1. ↑  50°43′55″ s. š., 50°43′55″ v. d.
2. ↑  50°43′55″ s. š., 50°43′55″ v. d.